# Pownce
Pownce era un servei gratuït de microblogging basat en xarxes socials que permetia compartir missatges, arxius, enllaços i esdeveniments ja sigui als contactes personals o de forma pública. El lloc web va ser llançat el 27 de juny de 2007 i es va obrir al públic el 22 de gener de 2008, tot i això el desembre de 2008 es va tancar el web i ja no s'ofereix aquest servei.

## Tecnologia
Pownce està construït amb una variant de LAMP. L'apliació web està feta amb Django i un entorn de treball de codi obert escrit amb Python. Per altra banda l'aplicació d'escriptori està escrita sobre la plataforma Adobe Air.
L'emmagatzematge d'arxius utilitza el servei Amazon S3, permetent penjar arxius de fins a 100Mb.
Les icones utilitzades al seu lloc web són de les sèries de codi obert FamFamFam Silk i ISO.